# Brat Francke

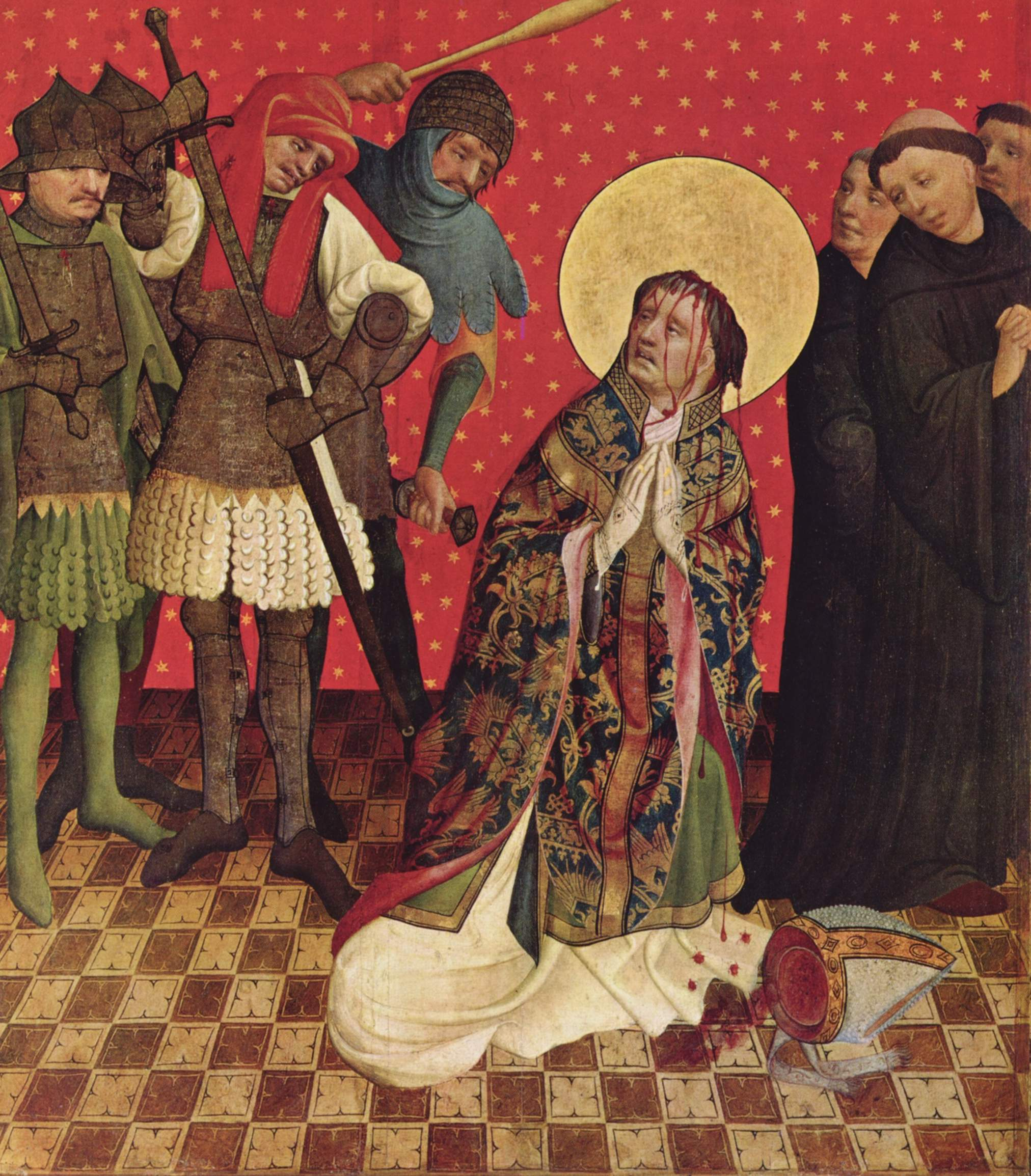
Męczeństwo św. Tomasza z Canterbury – fragment ołtarza Świętego Tomasza (Kunsthalle, Hamburg)

Brat Francke (niem. Frater Francke), znany również w literaturze jako Mistrz Francke (ur. ok. 1380/1383, zm. ok. 1436) – pochodzący prawdopodobnie z Dolnej Nadrenii malarz reprezentujący nurt w sztuce gotyckiej zwany stylem pięknym.

## Życiorys
O życiu artysty wiadomo stosunkowo niewiele. "Fratre Francone Zutphanico", jak jest zapisane w dokumentach, wskazuje, że pochodził z miejscowości Zutphen w północnych Niderlandach. Został zakonnikiem, przyjął regułę Świętego Dominika, aby prowadzić życie zakonne w klasztorze Dominikanów pw. św. Jana w Hamburgu. Lata nauki spędził na Zachodzie, podczas studiowania teologii w Paryżu zaznajomił się z tamtejszym malarstwem miniaturowym (Mistrz Godzinek marszałka de Boucicaud), ponadto zapoznał się z malarstwem niderlandzkim i mistrzami kręgu burgundzkiego. Przebywał również w Westfalii.

## Twórczość
Brat Francke reprezentuje gotyckie malarstwo tablicowe, które właśnie na przełomie wieków przeżywało swoją świetność. Malował obrazy do retabulów ołtarzowych. Jego dzieła charakteryzuje mocny, ciepły koloryt (intensywne czerwienie, silny ładunek koloru złotego) o dużym bogactwie odcieni oraz, pomimo panującego wówczas gotyku międzynarodowego, wyraźne dążenie do realizmu (indywidualizacja postaci, precyzyjna analiza szczegółów, dążenie do przestrzenności kompozycji, wprowadzanie motywów pejzażowych). W późniejszych swoich dziełach kładzie większy nacisk na treść, akcentując silniej wartości duchowe. W obrazach o wątkach pasyjnych wyraźnie widać, iż Brat Francke skłaniał się ku mistycyzmowi.

## Dzieła
Do dziś zachowały się następujące dzieła przypisywane temu artyście:
- Ołtarz Św. Barbary (Helsinki, Fińskie Muzeum Narodowe) 1415–20.
- Ołtarz Św. Tomasza Becketta (Hamburg, Kunsthalle) 1424.
- Vir Dolorum (obraz z Lipska) (Lipsk, Museum der Bildenden Kunste) ok. 1430.
- Vir Dolorum (obraz z Hamburga) (Hamburg, Kunsthalle) 1435/36.

## Galeria

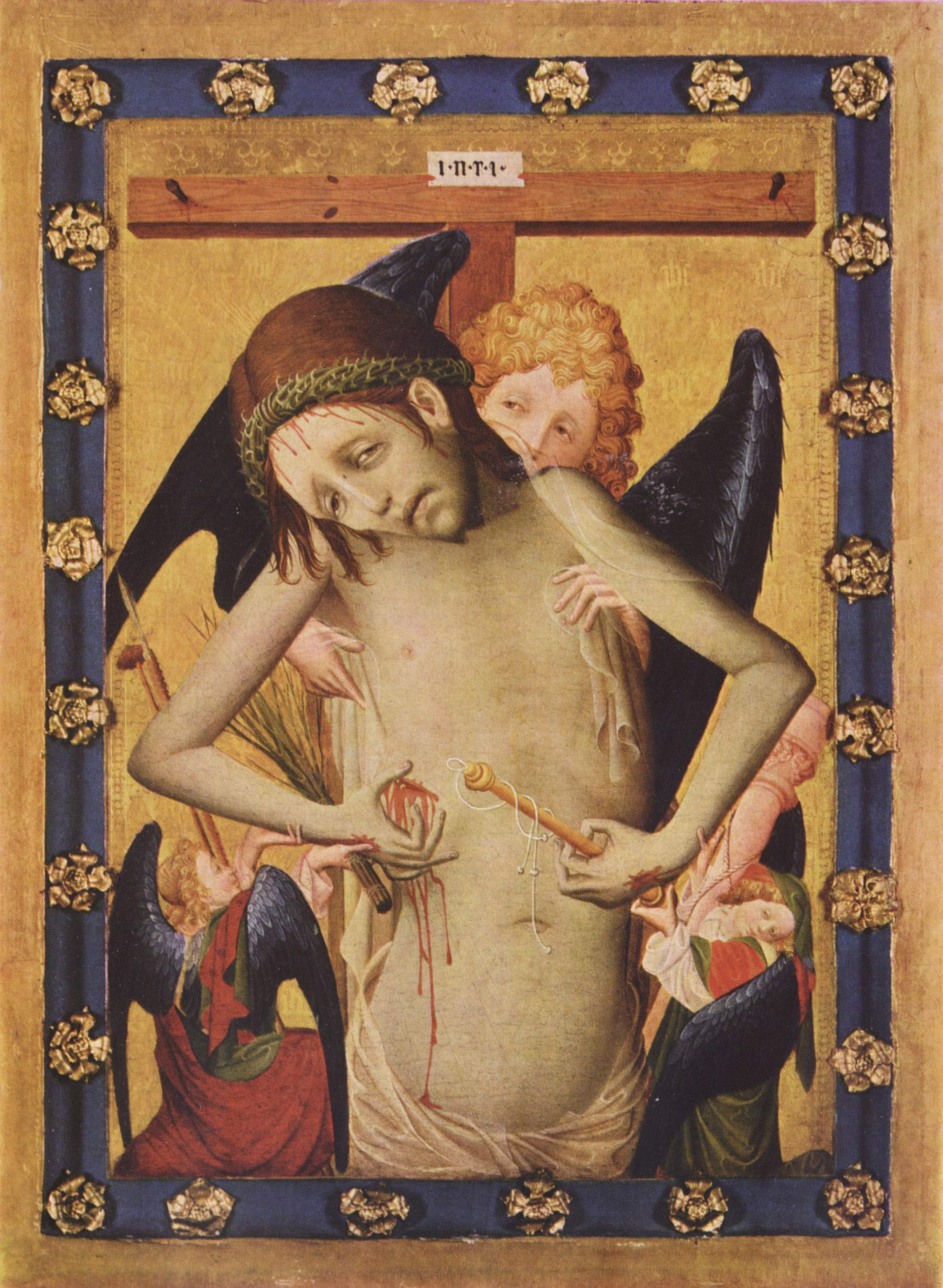
Vir Dolorum (ok. 1430)
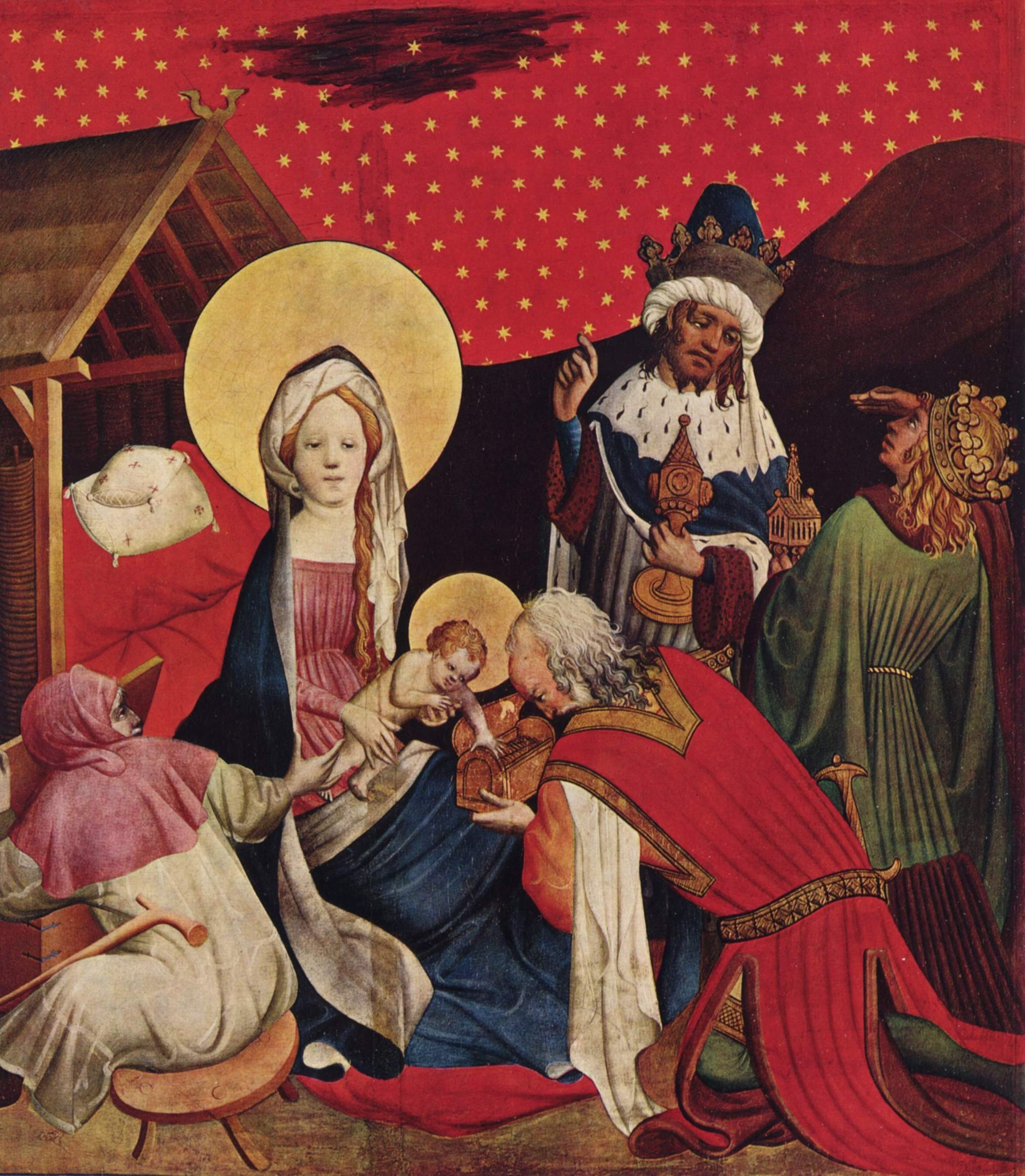
Pokłon Trzech Króli z Ołtarza Św. Tomasza z Canterbury (ok. 1424)
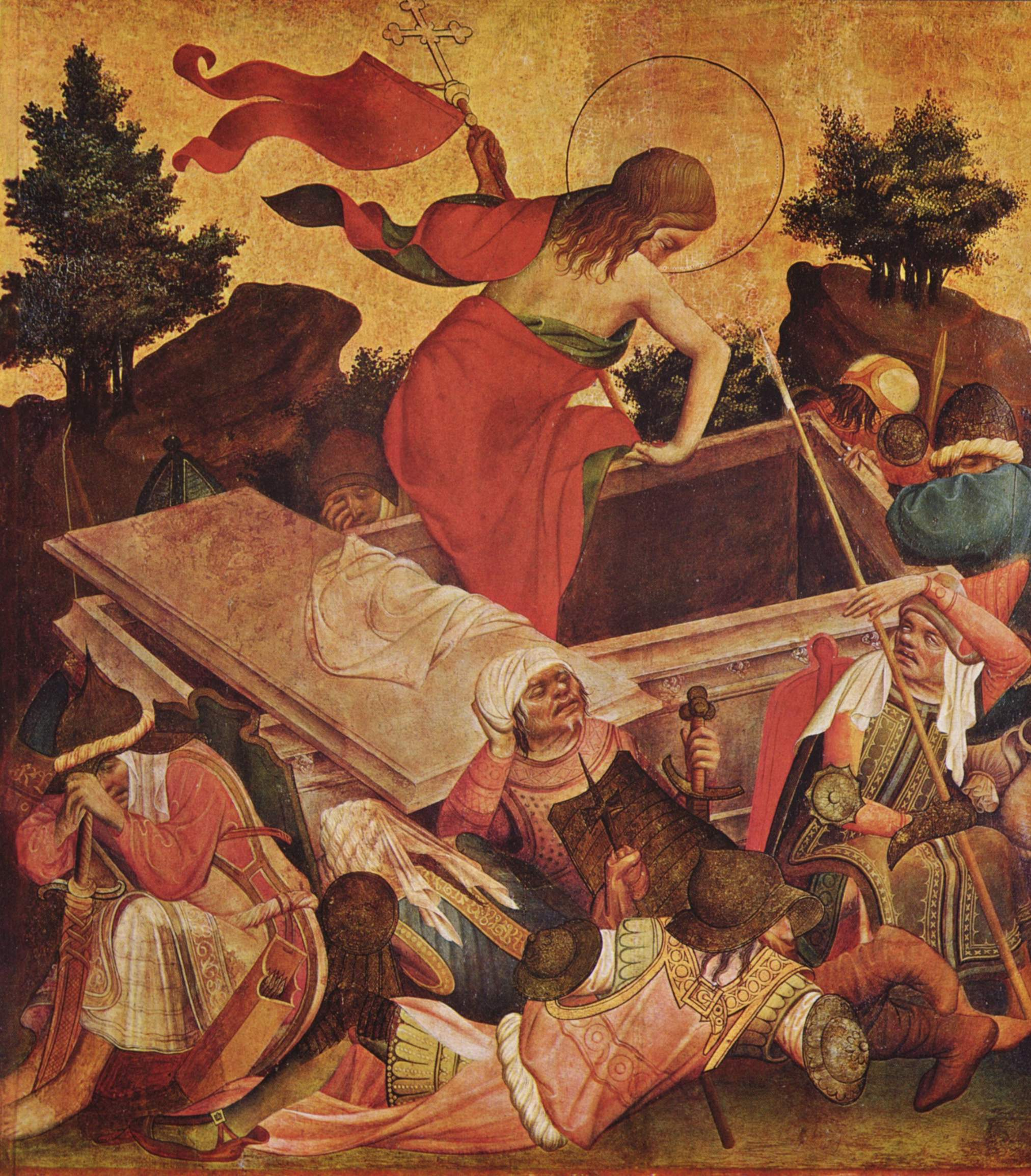
Zmartwychwstanie (ok. 1424)